# Fritz Hähle

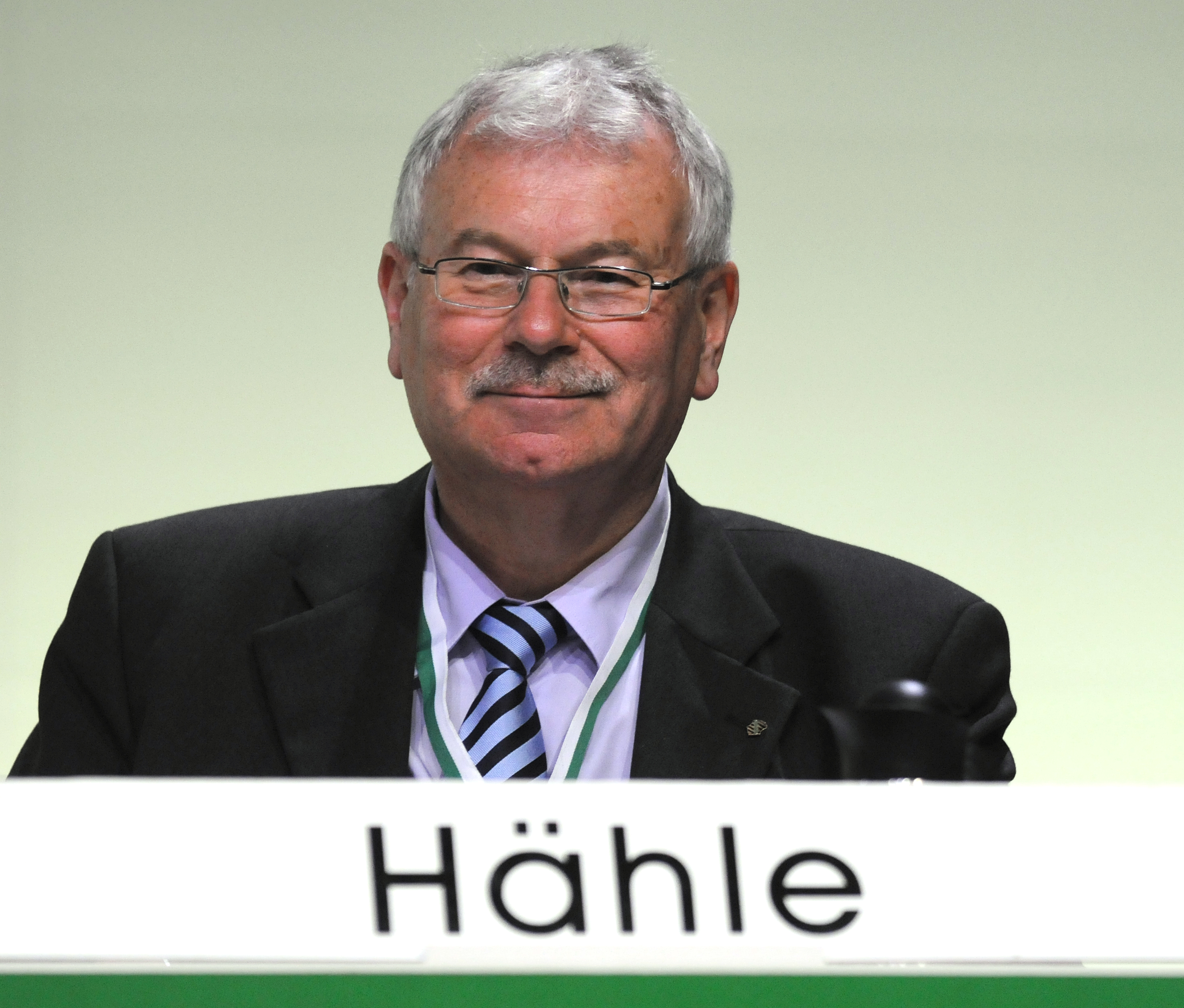
Fritz Hähle (2008)

Erich Fritz Hähle (* 11. Februar 1942 in Chemnitz) ist ein deutscher Politiker (CDU). Er war von 1990 bis 2009 Mitglied des Sächsischen Landtags und bekleidete dort von 1994 bis 2008 das Amt des Fraktionsvorsitzenden der CDU.

## Leben
Nach dem Abschluss der POS 1958 machte Hähle eine Ausbildung zum Mechaniker/Elektromechaniker. Von 1964 bis 1969 absolvierte er ein Fernstudium zum Ingenieur für Elektronik, von 1968 bis 1972 ein Abendstudium zum Diplomingenieur für Regelungstechnik. 1986 folgte die Promotion. Er arbeitete bis 1990 als Forschungsingenieur an der TU Chemnitz.
Fritz Hähle ist evangelisch-lutherisch mit evangelikaler Prägung, verheiratet und hat drei Kinder.

## Politik
Seit 1990 ist Hähle Mitglied der CDU, von 1991 bis 1995 war er Erster stellvertretender Landesvorsitzender, anschließend bis 2001 Landesvorsitzender der CDU Sachsen. Seit 2001 ist er Kreisvorsitzender der CDU Chemnitzer Land.
Von 1990 bis 1998 war er Gemeinderat in Grüna (heute Ortsteil von Chemnitz), außerdem 1990–1994 Gemeindevertretervorsteher und seit 1999 Mitglied des Ortschaftsrates Grüna. Er war von 1990 bis 2009 Mitglied des Landtages als direkt gewählter Abgeordneter im Wahlkreis Chemnitzer Land 2. Von 1994 bis 2008 war Hähle Vorsitzender der CDU-Landtagsfraktion. Er gehörte dem Ausschuss für Wissenschaft und Hochschule, Kultur und Medien sowie dem Ausschuss für Soziales, Gesundheit, Familie, Frauen und Jugend an. Bei der Landtagswahl 2009 trat er nicht mehr als Kandidat an.
1996 gründete Hähle den Johann-Amos-Comenius-Club Sachsen (JACC) um die Rückbesinnung der Unionsparteien auf ihre christlichen Wurzeln zu fördern. Der Verein ist nach dem tschechischen Theologen, Philosophen und Pädagogen Johann Amos Comenius benannt.

## Ehrungen
Am 2. Juni 2012 verlieh ihm der sächsische Landtagspräsident Matthias Rößler für seine Beteiligung an der Entwicklung des Parlamentarismus und der Festigung demokratischer Strukturen in Sachsen die Sächsische Verfassungsmedaille.